# Rwanda na Mistrzostwach Świata w Lekkoatletyce 2019
Rwanda na Mistrzostwach Świata w Lekkoatletyce 2019 – reprezentacja Rwandy podczas mistrzostw świata w Doha liczyła jednego zawodnika i jedną zawodniczkę.

## Skład reprezentacji

### Mężczyźni
| Zawodnik          | Konkurencja | Eliminacje | Eliminacje | Półfinał | Półfinał | Finał   | Finał   |
| Zawodnik          | Konkurencja | Wynik      | Pozycja    | Wynik    | Pozycja  | Wynik   | Pozycja |
| ----------------- | ----------- | ---------- | ---------- | -------- | -------- | ------- | ------- |
| Félicien Muhitira | Maraton     | —          | —          | —        | —        | 2:16:21 | 22.     |

### Kobiety
| Zawodniczka           | Konkurencja | Eliminacje | Eliminacje | Półfinał | Półfinał | Finał | Finał   |
| Zawodniczka           | Konkurencja | Wynik      | Pozycja    | Wynik    | Pozycja  | Wynik | Pozycja |
| --------------------- | ----------- | ---------- | ---------- | -------- | -------- | ----- | ------- |
| Clémentine Mukandanga | Maraton     | —          | —          | —        | —        | DNF   | DNF     |